# Sea Fighter Poseidon
Sea Fighter Poseidon (シーファイターポセイドン?, Shī Faitā Poseidon) è un videogioco arcade di genere sparatutto a scorrimento orizzontale, sviluppato e pubblicato dalla Taito nel 1984.
È incluso esclusivamente nella raccolta per PlayStation 2 Taito Memories II Gekan, uscita nel 2007 solo in Giappone.

## Modalità di gioco
In Sea Fighter Poseidon viene controllato tramite il joystick un uomo a bordo di uno scooter a propulsione subacquea. Scopo per il giocatore in ogni livello salvare un numero stabilito di ostaggi imprigionati in capsule trasparenti, posizionate sul fondale marino.
Questo scooter è equipaggiato di siluri con munizioni illimitate, i quali servono per sparare ai nemici pilotanti gli stessi veicoli che al contempo attaccano. Il giocatore, dopo avere eliminato un nemico può far sì che l'uomo salga sul mezzo libero scendendo da quello in uso, premendo l'apposito pulsante. Inoltre deve prestare sempre attenzione all'indicatore del carburante visualizzato nell'angolo in alto a sinistra del'interfaccia, perché potrebbe verificarsi l'esplosione dello scooter e una vita andrebbe persa, quindi, per evitare ciò è necessario premere il pulsante per scendere giusto prima che si esaurisca.
L'uomo quando non è in sella si mette nuotare e spara arpioni, ma in tale stato i suoi movimenti saranno ridotti, quindi il livello di difficoltà varierà notevolmente a seconda che il giocatore riesca a fargli cambiare veicolo senza problemi.
Una vita la si può perdere anche venendo investiti dalle mine sottomarine o divorati dagli squali. E quando le vite vengono del tutto esaurite, la partita finisce.

## Accoglienza
In Giappone, la rivista Game Machine elencò Sea Fighter Poseidon nel numero del 15 aprile 1984 come la seconda unità arcade di maggior successo del mese.